# Освальд Кролл
Освальд Кролл (латинізовано Oswaldus Crollius; * 1560 у Веттері (Гессен); † 25 грудня 1609 у Празі) — німецький лікар, фармацевт та алхімік.

## Життєпис
Кролл був сином мера Веттера, навчався там у колегіальній школі та навчався з 1576 року в Марбурзі, Гейдельберзі, Страсбурзі та Женеві, отримавши ступінь доктора медицини в Гейдельберзі в 1582 році. Потім він працював приватним репетитором (зокрема з 1583 по 1590 рік у родини д'Есн у Ліоні та з 1593 по 1597 рік у графа Максиміліана фон Паппенгейма) та подорожував Німеччиною, Францією (Париж), Італією (зокрема Неаполем, де він зустрівся з Джамбаттістою делла Порта, йому була присвячена одна з його книг), Угорщиною та Польщею. З 1593 року був лікарем у Брно та Празі. У 1598 році він був особистим лікарем принца Крістіана I Ангальт-Бернбурзького, який підтримував його як алхіміка та фармацевта і наймав його для виконання дипломатичних місій у Празі. Його головна праця, «Хімічна базиліка», присвячена йому. У Празі він також був радником імператора Рудольфа II, який сам мав алхімічну лабораторію, і мав зв'язки з магнатом Воком (Вольфом) Урсінусом фон Розенбергом, який також профінансував друк його головної праці в рік його смерті. У 1607 році він відвідав Розенберга у Віттінгау. Його майно, включаючи коробку окультних книг, перейшло до володіння Рудольфа.
Він був послідовником ятрохімії, як у Парацельса, яку він конкретизував у своїй головній праці «Basilica chemica» 1609 року з точними інструкціями щодо виготовлення ліків, які він сам експериментально випробував. Книга принесла ятрохімії визнання в академічних колах. Він першим застосував бурштинову кислоту як ліки (бурштинову сіль), навчив застосовувати купорос (Tartarus vitriolatus) та хлорид ртуті (каломель, наприклад, при сифілісі), а також описав, як осадити хлорид срібла з розчинів та синтез ефіру (зі спирту та сірчаної кислоти) та його використання як ліків. Він також описав фульмінатне золото. Ще одна книга присвячена доктрині сигнатур.
Він був протестантом (можливо, кальвіністом). Його брат Йоганнес, пастор у Кайзерслаутерні та Кобленці, навернувся до католицизму; його брат Порфирій, юрист, мало не був спалений як єретик у Парижі.

## Праці
- Basilica Chymica. Continens philosophicam propria laborum experientia confirmatam descriptionem et usum remediorum chymicorum selectissimorum et lumine gratiae et naturae desumptorum, Frankfurt 1609, mit Stichen von Aegidius Sadeler und Gedichten von Paul Melissus und Westonia (18 Auflagen bis 1658, unter anderem Genf 1643, 1658; französische Übersetzung: La royale chimie, 1622; auch ins Deutsche und Englische übersetzt)
- De signaturis internis rerum, 1609 (deutsch 1623)

## Текстові видання
- Wilhelm Kühlmann, Joachim Telle (Hrsg.): Oswaldus Crollius: De signaturis internis rerum. Die lateinische Editio princeps (1609) und die deutsche Erstübersetzung (1623) (= Heidelberger Studien zur Naturkunde der frühen Neuzeit. Band 5). Franz Steiner, Stuttgart 1996, ISBN 3-515-06983-6
- Wilhelm Kühlmann, Joachim Telle (Hrsg.): Alchemomedizinische Briefe 1585 bis 1597 (= Heidelberger Studien zur Naturkunde der frühen Neuzeit. Band 6). Franz Steiner, Stuttgart 1998